# Wrota Abaddona
Wrota Abaddona (tyt. oryg. Abaddon’s Gate) – amerykańska powieść fantastycznonaukowa autorstwa dwóch autorów tworzących pod pseudonimem James S.A. Corey. Ukazała się 4 lipca 2013, nakładem wydawnictwa Orbit Books. Polska premiera miała miejsce 3 października 2018. Powieść ukazała się nakładem Wydawnictwa Mag. Tłumaczeniem zajął się Marek Pawelec. Wrota Abbadona są trzecim tomem serii Expanse, na podstawie której powstał serial telewizyjny. W 2014 książka zdobyła Nagrodę Locusa w kategorii powieść science fiction.

## Fabuła
Załoga Rosynanta usamodzielniła się: dzięki dużej ilości zleceń Jim Holden, Naomi, Amos i Aleks wyremontowali statek i mogą pozwolić sobie na dostanie życie. Nie wszystko jest jednak zupełnie kolorowe: kapitan często widuje zmarłego Millera pod zmodyfikowaną postacią. Grupa podejrzewa, że ma to coś wspólnego z protomolekułą. Wkrótce załoga staje się elementem wielkiej flotylli statków, które mają zbadać specyficzny artefakt. Jim Holden nie wie jeszcze, że ktoś w tym wszystkim uknuł spisek mający na celu zgładzenie go.